# Dorothea Brockmann
Dorothea Brockmann (alias Dorette, alias Dorothee; * 12. Juli 1899 in Holzminden; † 16. Februar 1983 in Eichstätt) war eine deutsche Benediktinerin und Scherenschnitt-Künstlerin des 20. Jahrhunderts.

## Leben
Sie wurde als erstes von drei Kindern des Kaufmanns Rudolf Brockmann und seiner Ehefrau Emma geb. Bratmann geboren und evangelisch getauft. Noch in ihrem Geburtsjahr zogen die Eltern mit ihrer Tochter nach Süddeutschland, wo sie ab 1908 in Lauf an der Pegnitz und von 1917 bis 1920 in Rosenheim nachweisbar sind. Ab Herbst 1917 besuchte Dorothea die Königliche bzw. Staatliche Kunstgewerbeschule in München, wohin 1920 auch die Eltern zogen; zuvor war sie Schülerin an der Kunstgewerbeschule Nürnberg.
In München machte sie Bekanntschaft mit Bessie (Elisabeth) Drey (* 1898), mit der sie bald in Freundschaft verbunden war. Mit ihr gründete sie 1921, nachdem sie das Staatsexamen an der Kunstgewerbeschule abgelegt hatte, in München die „Drey und Brockmann Werkstatt und Schule“ zur Herstellung und zum Vertrieb kunstgewerblicher Erzeugnisse. Mit der Freundin unternahm sie Italienreisen, und unter ihrem Einfluss konvertierte sie 1926 zum katholischen Glauben. Im gleichen Jahr gaben die beiden ihr Münchner Unternehmen auf. Nach Kösel & Pustet in München, wo sie die religiösen Büchlein ihrer Freundin illustriert hatte, fand sie im Verlag Auer in Donauwörth einen Partner, der ihre Scherenschnitte und Zeichnungen in den Kinderzeitschriften „Kleiner Schutzengel“ und „Großer Schutzengel“ aufnahm. Gleichzeitig illustrierte sie die Eichstätter „Walburgis-Blätter“ mit.
1931 trat sie zusammen mit Bessie Drey in die Benediktinerinnenabtei St. Walburg in Eichstätt ein; die Ewigen Gelübde legte sie am 6. Januar 1936 ab. In der Abgeschiedenheit des Klosters wurde sie zu einer äußerst vielseitigen, fleißigen und perfekten Gestalterin von Scherenschnitten; dank ihrer künstlerischen Ausbildung beherrschte sie beim Entwerfen der Schnitte auch malerische Konzeptionen. Sie nummerierte ab einem unbekannten Zeitpunkt ihre Arbeiten. Insgesamt lassen sich so mehr als 6600 Scherenschnitte aus ihrer Hand nachweisen, wobei sie häufig in zwei Lagen schnitt, also ein und derselbe Scherenschnitt zweifach entstand. Die Motive reichen von religiösen Themen über Märchenillustrationen bis hin zu detailgetreuen Pflanzen- und Tierdarstellungen.
Ab der 2. Hälfte der 1930er Jahre war sie mit dem Schwabenverlag in Ellwangen verbunden, der auch ihr erstes eigenständiges Scherenschnitt-Buch verlegte. Das zweite kam nach dem Zweiten Weltkrieg im Münchner Kösel-Verlag heraus.

## Ausstellungen
- Erstmals wurden Scherenschnitte und Zeichnungen von ihr 1926 in München bei Schmidt-Bertsch in der Ludwigstraße ausgestellt.
- 1979 wurde in Eichstätt in der ehemaligen Johanniskirche eine Verkaufsausstellung mit rund 200 Exponaten durchgeführt.
- 1996 erwarb das Holzmindener Stadtmuseum 56 Brockmann-Scherenschnitte aus dem Antiquariatshandel. Ergänzt um Leihgaben aus der Abtei St. Walburg in Eichstätt richtete das Museum 1999 eine umfangreiche Ausstellung aus.
- 2001 präsentierte das Eichstätter Domschatz- und Diözesanmuseum eine Sammlung an Scherenschnitten, Kinderbüchern und Gebrauchsgraphiken der Benediktinerin.
- Ständig zu sehen ist als (einziges?) Brockmann-Gemälde das Mittelbild des barocken Antependiums der Frauenbergkapelle in Eichstätt mit einer Darstellung der „Heimsuchung“, also des Besuchs Mariens bei ihrer Base Elisabeth, entstanden ca. 1940.
- In der Kapelle hl. Theresia in Schwarzenberg (Vorarlberg) ist das von ihr gestaltete Altarbild mit dem Motiv der Therese von Lisieux zu sehen (entstanden um 1932/1934).

## Werke
Eigenständige Veröffentlichungen
- Dorothea Brockmann: Scherenschnitte. Geleitwort von Ida Friederike Görres. Ellwangen: Schwabenverlag, 1936, 48 Seiten
- Dorothea Brockmann: Blumen in Scherenschnitten (Tafelwerk). München: Kösel-Verlag, 1953, 74 Seiten
- Postkartenkalender aus Arbeiten von Dorothea Brockmann erschienen 1976 bis 1989.

Von Brockmann illustrierte Fremd-Veröffentlichungen
- Hermann Vortisch: Die Brumsel von Saas-Fee, Plaudereien mit einer Fliege, 1926, mit 28 Zeichnungen von Dorothea Brockmann
- [Brockmann-Illustrationen in:] Kleiner Schutzengel und „Großer Schutzengel“ (ab 1927)
- Dorothea Brockmann und Bessie Drey: Ein kleiner Wicht. Bilderbuch mit farbigen Scherenschnitten, Berlin: Pestalozzi-Verlags-Anstalt, 1927
- Dorothea Brockmann und Bessie Drey: Bilderbibel für Kinder, München: Kösel & Pustet, 1927
- Dorothea Brockmann und Bessie Drey: Bildergebetbüchlein, München: Kösel & Pustet, (ca. 1927)
- Dorothea Brockmann und Bessie Drey: Kinderlegende, München: Kösel & Pustet, (ca. 1928)
- Dorothea Brockmann und Bessie Drey: Die Schöpfungsgeschichte, den Kindern erzählt, München: Kösel & Pustet, (ca. 1928)
- Viktoria Fenzl: Guckauf und Purzelheinz, die lustigen Heinzelbrüder. 1. Auflage 1928, Wien: Deutscher Verlag für Jugend und Volk, 47 Seiten mit Zeichnungen von Dorothea Brockmann (1945 weitere Auflage)
- [Brockmann-Illustrationen in:] Walburgis-Blätter (ab 1928/29)
- Dorothea Brockmann und Bessie Drey: Wie die lieben Engelein der Mutter Gottes helfen! Bilderbuch, München: Kösel & Pustet, (ca. 1929)
- Dorothea Brockmann und Bessie Drey: Mein Gebetbüchlein. Den lieben Kindern, Höchst/Vorarlberg: Seeverlag H. Schneider, 1931
- Zum 900jährigen Jubiläum der Abtei St. Walburg in Eichstätt, Paderborn 1935 (darin: 6-teilige Scherenschnittfolge zum Leben der hl. Walburga von Dorothea Brockmann)
- Anna Hils und Franz Kaiser: Das Bilderbüchlein vom guten Pater Philipp. Bilder von M. Dorothea Brockmann OSB, Ellwangen: Schwabenverlag 1936
- Gebets-Fibel. Aus dem Gebets- und Liederquell der katholischen Kirche. Bilder von Dorothea Brockmann, Ellwangen: Schwabenverlag 1939
- Heinrich Kautz: Beichtkind. Mit zahlreichen teils farbigen Illustrationen von Dorothea Brockmann. Donauwörth: Auer/Cassianeum, [1949], 48 S.
- Heinrich Kautz: Kommunionkind. Mit vielen Bildern von M. A. Dorothea Brockmann OSB, Donauwörth: Auer/Cassianeum, [1949], 48 S.
- Tierschutzfibel (Scherenschnitte von Maria Dorothea Brockmann OSB), Augsburg: Tierschutzverein, 2. Aufl. 1968